# Kanton Toulon-sur-Arroux
Toulon-sur-Arroux is een voormalig kanton van het Franse departement Saône-et-Loire. Het kanton maakte deel uit van het arrondissement Charolles. Het werd opgeheven bij decreet van 18 februari 2014, met uitwerking op 22 maart 2015.

## Gemeenten
Het kanton Toulon-sur-Arroux omvatte de volgende gemeenten:
- Ciry-le-Noble
- Dompierre-sous-Sanvignes
- Génelard
- Marly-sur-Arroux
- Perrecy-les-Forges
- Saint-Romain-sous-Versigny
- Sanvignes-les-Mines
- Toulon-sur-Arroux (hoofdplaats)